# Miroslav (stacja kolejowa)
Miroslav – stacja kolejowa w Miroslaviu, w kraju południowomorawskim, w Czechach. Znajduje się na wysokości 215 m n.p.m.
Jest zarządzana przez Správę železnic. Na stacji znajdują się kasy biletowe, na których istnieje możliwość zakupu biletów na wszystkie pociągi w tym międzynarodowe oraz rezerwacji miejsc.

## Linie kolejowe
- 244 Brno - Hrušovany nad Jevišovkou